# Pancas
Pancas és un municipi brasiler de l'estat de Espírito Santo, Regió Sud-est de Brasil. Es troba al nord-oest i tenia una població al 2018 de 23.059 habitants.
Té com a llengua cooficial el pomerani.

## Història
La història de l'actual municipi de Pancas comença al 1918, quan hi arriben els primers invasors, provinents de Minas Gerais, que cercaven terres fèrtils. Aquests, aliats a l'arribada d'immigrants alemanys, iniciaren el conreu de café.
Per la llei estatal núm. 1.486, de 5 de setembre de 1924, es va crear el districte, denominat Nossa Senhora da Penha, subordinat a Colatina, que va passar a denominar-se Santa Luzia per la llei estatal núm. 9.222, de 31 de març de 1938. El 31 de desembre de 1943, per la llei estatal núm. 15.177, en rep el nom actual. Per la llei estatal núm. 1.837, de 21 de febrer de 1963, Pancas se segrega de Colatina, i el 13 de maig del mateix any es compon de tres districtes (Alto Rio Novo, Lajinha i el Districte Seu). Per la llei núm. 1.919, de 31 de desembre de 1963, se'n creen els districtes de Palmerino i Vila Verde. Alto Rio Novo és elevat a municipi per la llei estatal núm. 4.071, d'11 de maig de 1988, incorporant Palmerino com a districte. Pancas actualment es compon de tres districtes: Districte Seu, Lajinha i Vila Verde.

## Geografia
Segons la divisió regional vigent des del 2017, instituïda per l'IBGE, el municipi pertany a les Regions Geogràfiques Intermèdies i Immediata de Colatina.

## Llocs d'interés
- Pedra Camelo - amb 720 metres d'altura
- Pedra Agulha - semblant a un fumeral
- Cachoeira de Bassani - cascada a tres quilòmetres del centre urbà
- Cachoeira de Santa Ana - salt d'aigual a 40 quilòmetres de la seu
- Cachoeira i Prainha de Sâo Luís - situades a 2 km de la ciutat
- Cachoeira de Moraes - cascada al districte de Vila Verde
- Rampa de vol lliure Clementino Izoton